# 神奈川県立上溝高等学校
神奈川県立上溝高等学校（かながわけんりつ かみみぞこうとうがっこう）は神奈川県相模原市中央区上溝六丁目に所在する公立の高等学校。通称「上高」。旧相模原北部津久井学区。

## 設置学科
- 普通科

## 沿革
- 1911年 - 学校組合立鳩川農業学校として設立。
- 1916年 - 同校に女子部を設置、鳩川実業学校に改称。
- 1923年 - 鳩川実科高等女学校設立、鳩川実業学校の校舎等を引き継ぐ。
- 1924年 - 鳩川実業学校廃止。
- 1928年 - 鳩川高等女学校に改称。
- 1928年 - 校歌制定
- 1933年 - 県に移管、神奈川県立上溝高等女学校に改称。
- 1948年 - 神奈川県立上溝女子高等学校に改称。
- 1950年 - 神奈川県立上溝高等学校に改称、男女共学となる。
- 1950年 - 付属幼稚園開園。
- 1961年 - 校旗制定
- 1963年 - 女子生徒のみの入学となる。
- 1983年 - 再び男女共学化
- 1991年 - 付属幼稚園廃園
- 2005年 - 学区制度廃止
- 2011年 - 創立100周年。100周年記念式典を、相模女子大学グリーンホール（旧グリーンホール相模大野）にて挙行
- 2011年 - 本棟、東棟建替工事開始
- 2015年3月 - 新校舎完成

## 部活動
14の運動部、8つの文化部、1つの同好会、計23の団体がある。

### 運動部
- 野球部
- サッカー部
- 男子バスケットボール部
- 女子バスケットボール部
- バレーボール部
- 卓球部
- バドミントン部
- テニス部
- ソフトテニス部
- ハンドボール部
- 陸上競技部
- 弓道部
- ダンス部
- 水泳部
- 剣道部

### 文化部
- 華道部
- 茶道部
- 軽音楽部
- 漫画研究部
- 放送部
- 児童文化部
- 吹奏楽部
- 美術部

### 同好会
- 理化学同好会

## 施設

### 校舎
校舎は1968年に完成して以降、築50年以上経過しており老朽化が進んでいたため、2009年に校舎建替工事を開始・同敷地内の仮設校舎への移転をした。（新校舎は2015年に落成）

なお新校舎では、「上履き制」ではなく、「土足制」が採用されている。

### 食堂
学生食堂がある。現在の学生食堂の建物は、かつて図書館として利用されていた。購買部はない。

## 交通
- 相模線上溝駅 徒歩12分
- 横浜線橋本駅より橋34、または横浜線淵野辺駅より淵53・淵59に乗車し、「上溝高校入口」下車

## 著名な関係者

### 出身者
- 秋本圭子（元女優）
- 本田みずほ（タレント）

### 教職員
- 橘善男（小説家、元教員）